# Peter Binsfeld

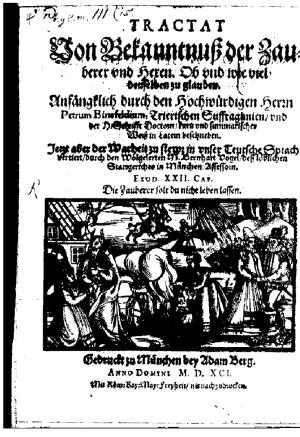
Titelblad van het heksentractaat van Binsfeld

Peter Binsfeld (Latijn: Petrus Binsfeldius) (waarschijnlijk Binsfeld, omstreeks 1540 - Trier, 24 november 1598) was een Duits theoloog en demonoloog uit de 16de eeuw. Hij was hulpbisschop van het aartsbisdom Trier en leidde er de grootscheepse heksenvervolgingen.

## Levensloop
Binsfeld zou geboren zijn in het gelijknamige dorp, gelegen in de Eifel. Hij groeide er op in een arme boerenfamilie en werd misdienaar in de nabijgelegen abdij van Himmerod. De abt, die in hem een getalenteerde jongen zag, liet hem in de abdij studeren en zorgde voor de nodige geldmiddelen opdat Binsfeld in Rome zou kunnen studeren. Daar voltooide hij zijn opleiding in het door paus Julius III en Ignatius van Loyola in 1552 gestichte Collegium Germanicum en behaalde er het doctoraat in de theologie en het canoniek recht. In het college raakte Binsfeld vertrouwd met het probleem van de hekserij, de heksenvervolging en de bestraffing ervan.
Hij keerde in 1568 op vraag van Jacob III van Eltz, aartsbisschop van Trier terug uit Rome om de stad Prüm en haar abdij te vrijwaren van de protestantse Reformatie die op dat moment in de streek heerste. Binsfeld bracht deze opdracht tot een goed einde en werd in 1578 benoemd tot proost van het Sint-Simeonskapittel van Trier. 
Twee jaar later, in 1580, werd hij door de aartsbisschop tot bisschop gewijd en werd hij benoemd tot hulpbisschop van Trier. Onder aartsbisschop Johan VII van Schönenberg leidde Binsfeld de heksenvervolgingen in het aartsbisdom. Tussen 1587 en 1593 werden 360 personen verbrand wegens hekserij. Onder hen bevond zich eveneens zijn belangrijkste concurrent, Dietrich Flade, een vertrouweling en raadsman van de aartsbisschop.
Naar aanleiding van de vervolging van Flade schreef Binsfeld in 1589 het heksentraktaat Tractatus de confessionibus maleficorum et sagarum .... Het werk beschreef de bekentenissen van vervolgde personen. Zelfs als deze bekentenissen door foltering verkregen zouden zijn, waren ze nog geloofwaardig. Wel stelde Binsfeld dat kinderen onder de 12 jaar (meisjes) of 14 jaar (jongens) nooit schuldig konden worden bevonden aan hekserij. Na de terechtstelling van Flade kreeg Binsfeld vrij spel en werden honderden personen vervolgd. 
Hij publiceerde een lijst van demonen die geassocieerd konden worden met de zeven hoofdzonden: Satan/Lucifer, Mammon, Asmodeus, Leviathan, Beëlzebub, Amon en Belfagor. Binsfeld schreef verder nog een aantal werken over theologische onderwerpen. 
Hij stierf in 1598 aan de gevolgen van de pest.